# Morten Homann
Morten Homann (født 27. januar 1974 i Aarhus) er en dansk politiker, der repræsenterede Socialistisk Folkeparti i Folketinget fra november 2001 til oktober 2007. Han genopstillede ikke ved folketingsvalget i 2007. 
Han er søn af IT-chef Karsten Jørgensen og gymnasielærer Lis Homann Jespersen. Student fra Silkeborg Amtsgymnasium i 1992 og cand.scient.pol. fra Aarhus Universitet i 2001. Han har arbejdet som fuldmægtig i Aarhus Kommunes Fritids- og Kulturforvaltning fra 2001, men fik orlov, da han blev folketingsmedlem. Fra 2008 – 2011 har han været skattechef i Dansk Landbrugsrådgivning. I 2011 blev han udnævnt som ny direktør for Boligkontoret Århus; en stilling, han stadig har pr. august 2016.
Morten Homann var formand for SF-Aarhus Nord fra 1996 til 1999, landsformand for SF's Ungdom 1998–2000, og var medlem af SF's hovedbestyrelse 2000–2002. Han var folketingskandidat i Aarhus Nordkredsen fra 1999 og blev indvalgt 20. november 2001.